# Ховіс
Ховіс (перс. خويس‎) — село в Ірані, остані Хузестан, шахрестані Шуш, бахші Шавур, дехестані Шавур. За даними перепису 2006 року, його населення становило 3451 особа, що проживали у складі 459 сімей.